# Kvistgård

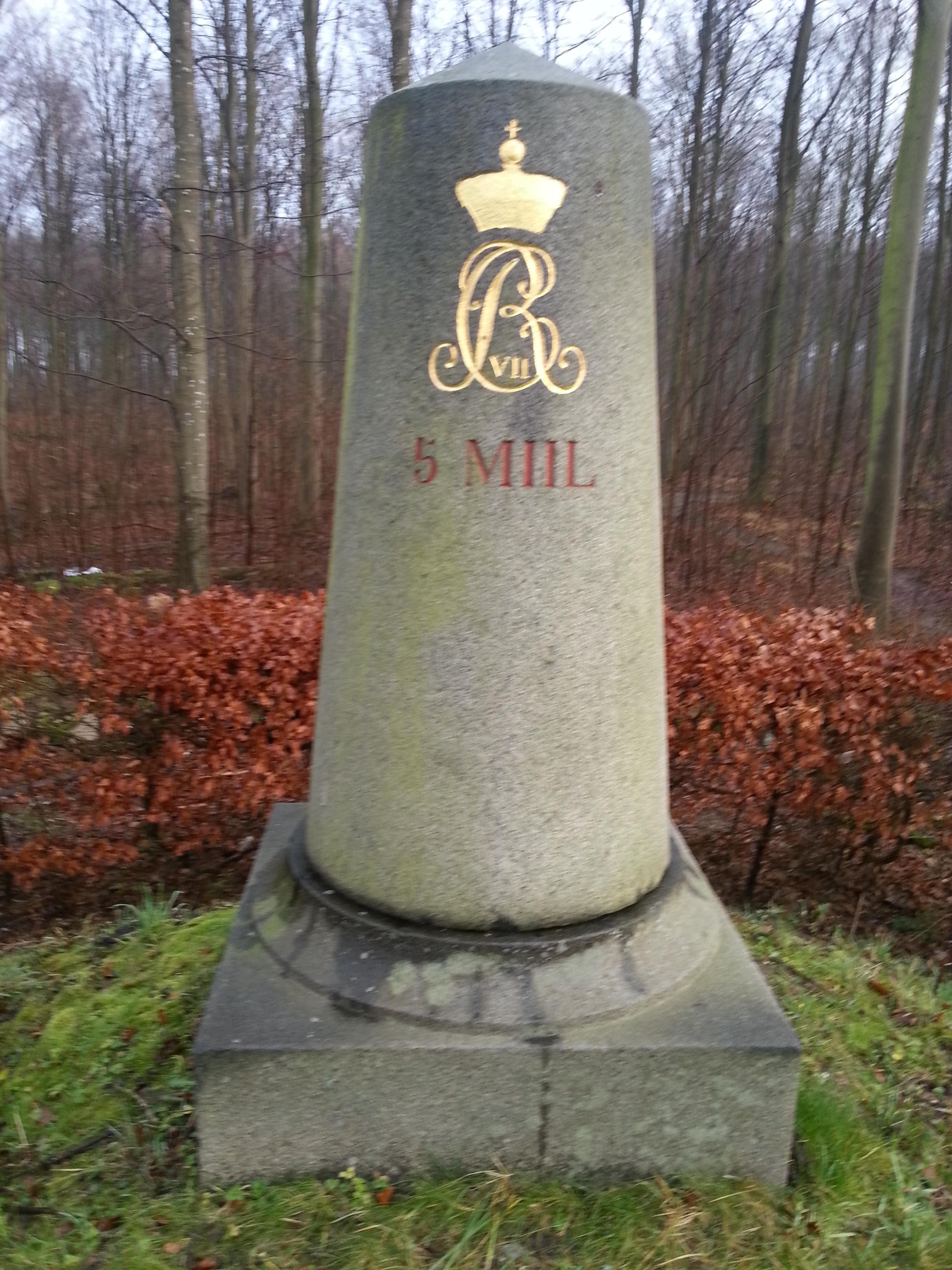

Kvistgård ist ein Ort in der dänischen Helsingør Kommune mit 1127 Einwohnern in der Region Hovedstaden auf der Insel Sjælland.
Zu Kvistgård gehört auch der Ort Nyrup der 1,1 km entfernt ist. Kvistgård ist 40 km von København (Kopenhagen) entfernt.